# Ottmar Gerster
Ottmar Gerster (ur. 29 czerwca 1897 w Braunfels, zm. 31 sierpnia 1969 w Lipsku) – niemiecki kompozytor i pedagog muzyczny.

## Życiorys
Studiował w konserwatorium we Frankfurcie nad Menem, był uczniem Bernharda Seklesa (kompozycja) i Adolfa Rebnera (skrzypce). W latach 1927–1947 wykładał w Folkwangschule w Essen, 1947–1952 w Wyższej Szkole Muzycznej w Weimarze, a 1952–1962 w Lipsku. Jednocześnie 1951–1960 był przewodniczącym Związku Kompozytorów i Muzykologów NRD.
Odznaczony został Nagrodą Państwową NRD (1951) i Srebrnym Orderem Zasługi dla Ojczyzny (1962).

## Twórczość
Skomponował symfonie (I–III 1931–1965), koncert wiolonczelowy (1946), fortepianowy (1956) i waltorniowy (1962), opery: Madame Liselotte (Essen 1933), Die Hexe von Passau (Düsseldorf 1941), Der fröliche Sünder (Weimar 1963) i balet Der Ewige Kreis (Duisburg 1939).